# The Count That Counted
The Count That Counted è un cortometraggio muto del 1910 diretto da Gilbert M. 'Broncho Billy' Anderson che appare anche tra gli interpreti. Gli interpreti principali del film sono Augustus Carney e Martha Spier.

## Produzione
Il film fu prodotto dalla Essanay Film Manufacturing Company. Venne girato a Chicago, dove la casa di produzione aveva la sua sede principale.

## Distribuzione
Distribuito dalla General Film Company, il film - un cortometraggio di una bobina - uscì nelle sale cinematografiche USA il 17 agosto 1910.